# وافائل ویکی
وافائل ویکی (انگلیسی: Raphaël Wicky؛ زادهٔ ۲۶ آوریل ۱۹۷۷) یک بازیکن فوتبال اهل سوئیس است.
وی همچنین در تیم ملی فوتبال سوئیس بازی کرده‌است.